# Friedheim (Flensburg)

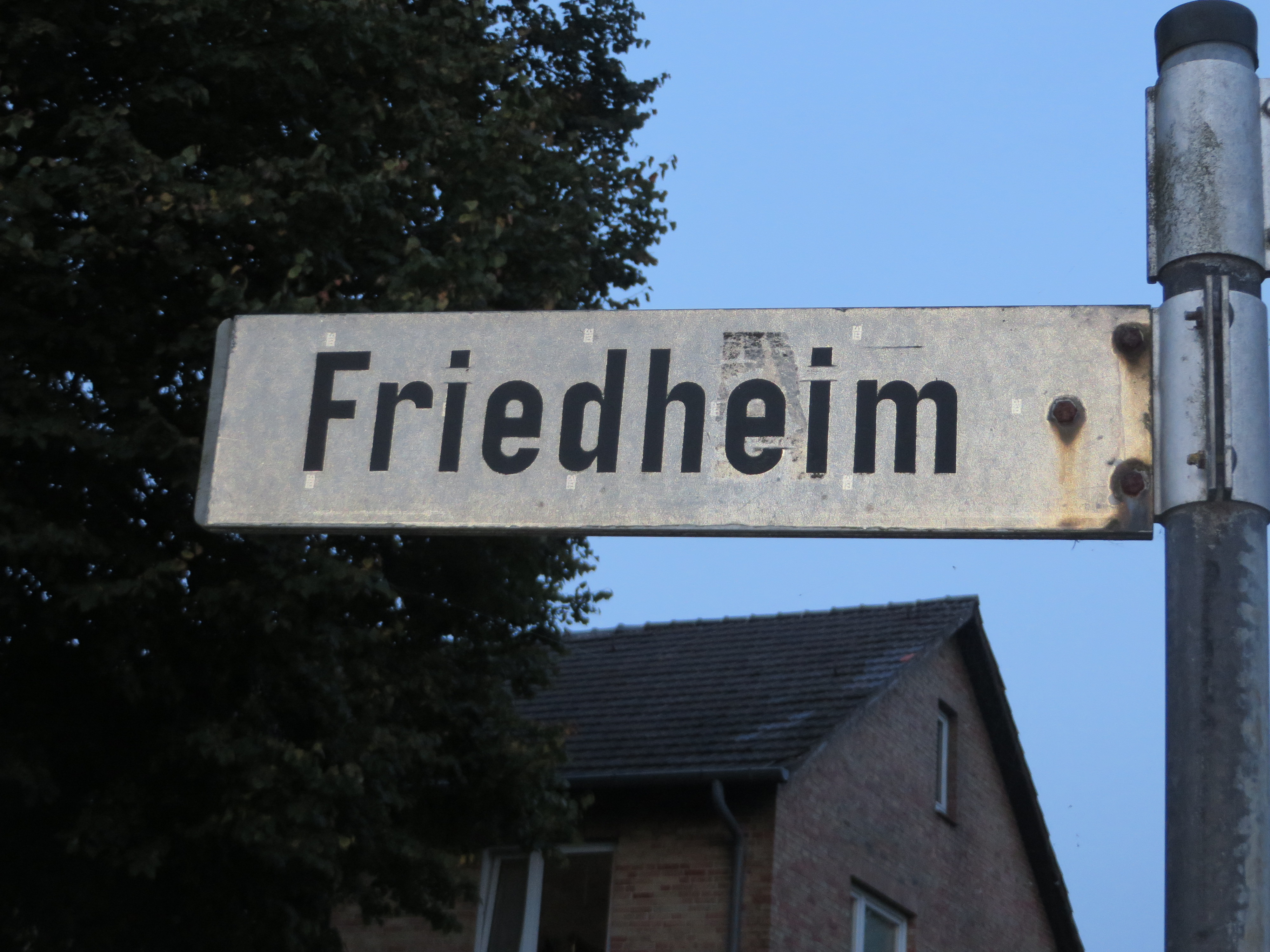
Das Straßenschild Friedheim, wo der Stadtbezirk entstand

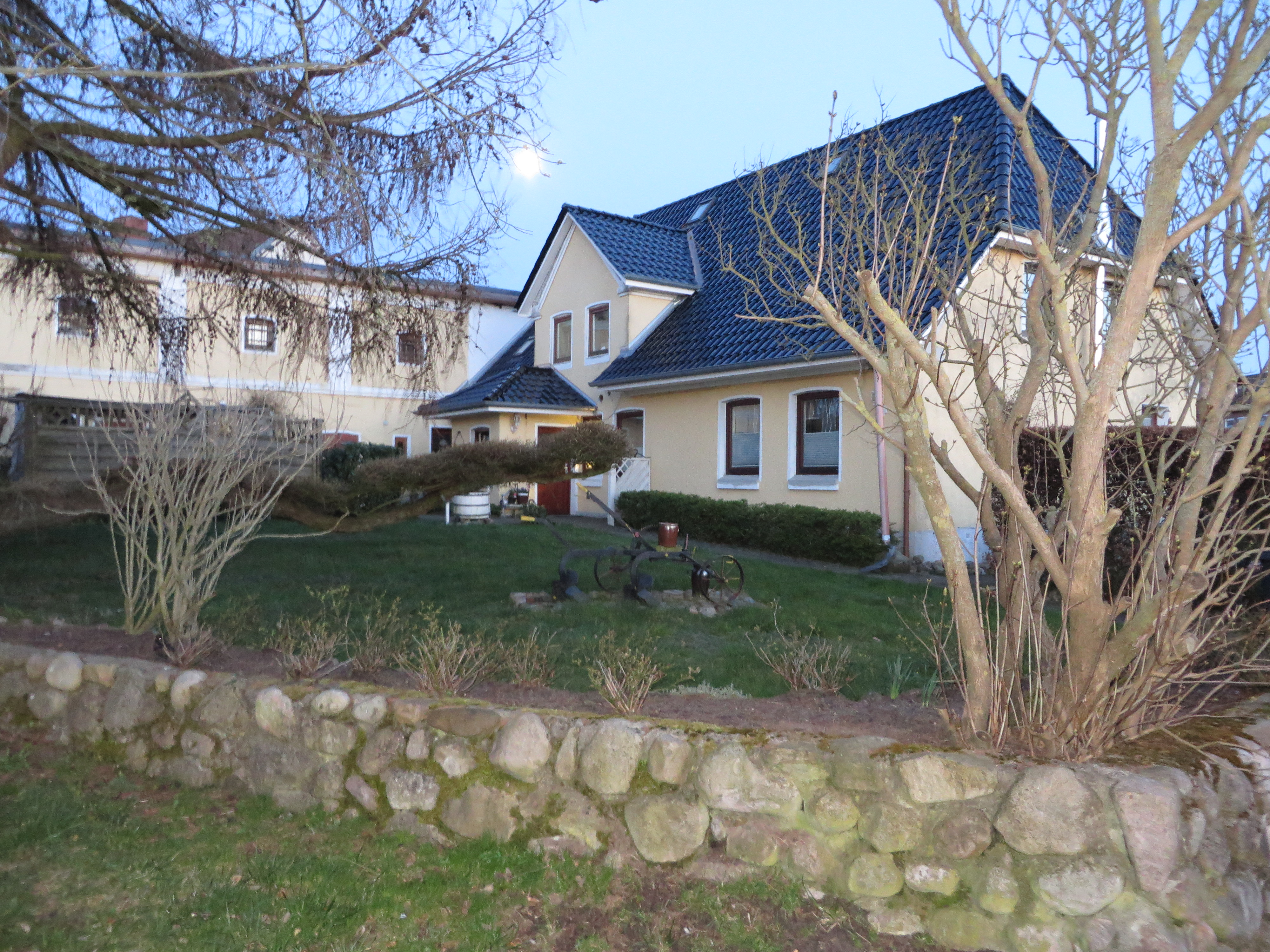
Bauernhof Twedter Feld (2015)

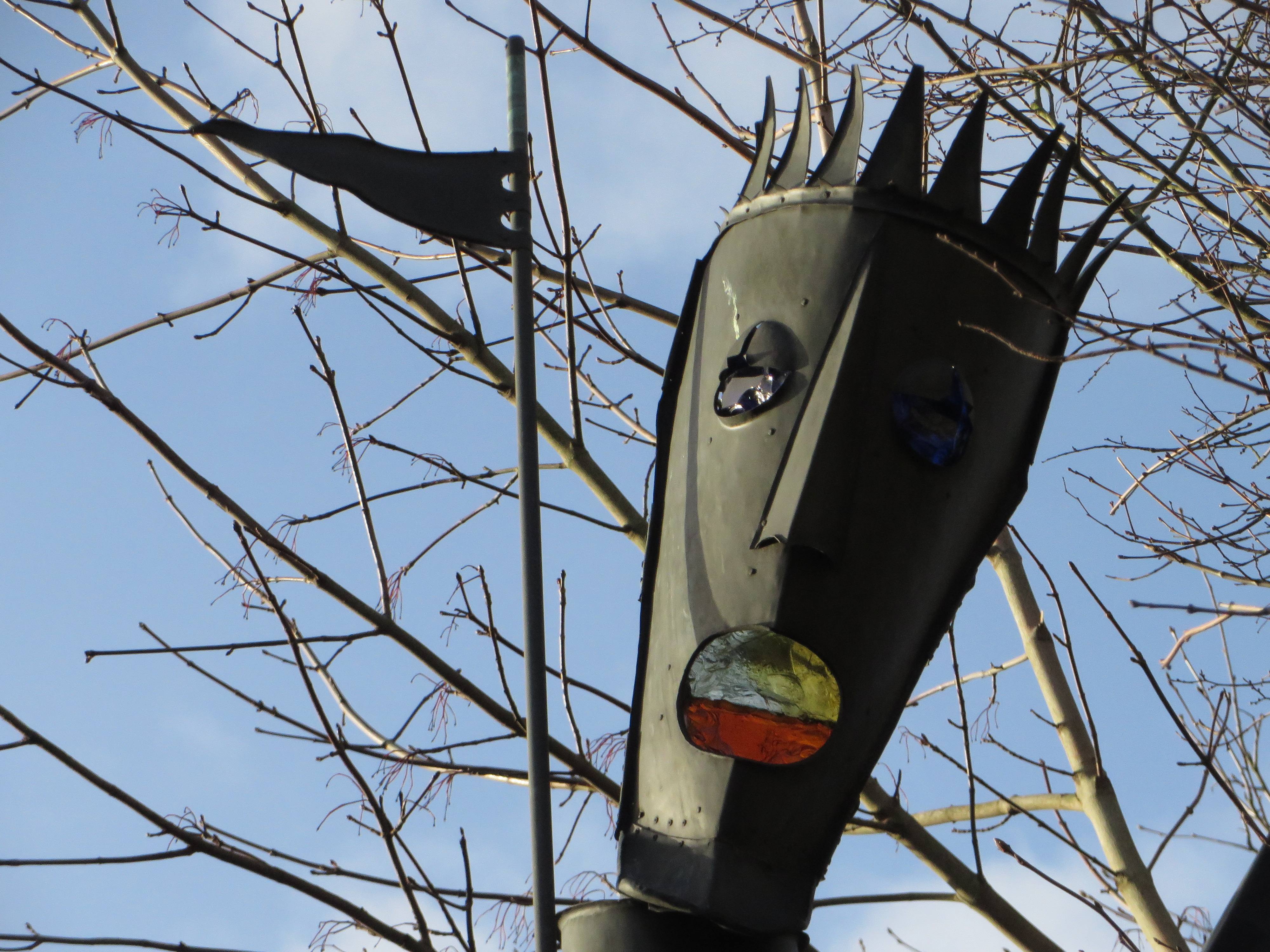
Kopf des Klabautermanns in der Osterkoppel (2015)

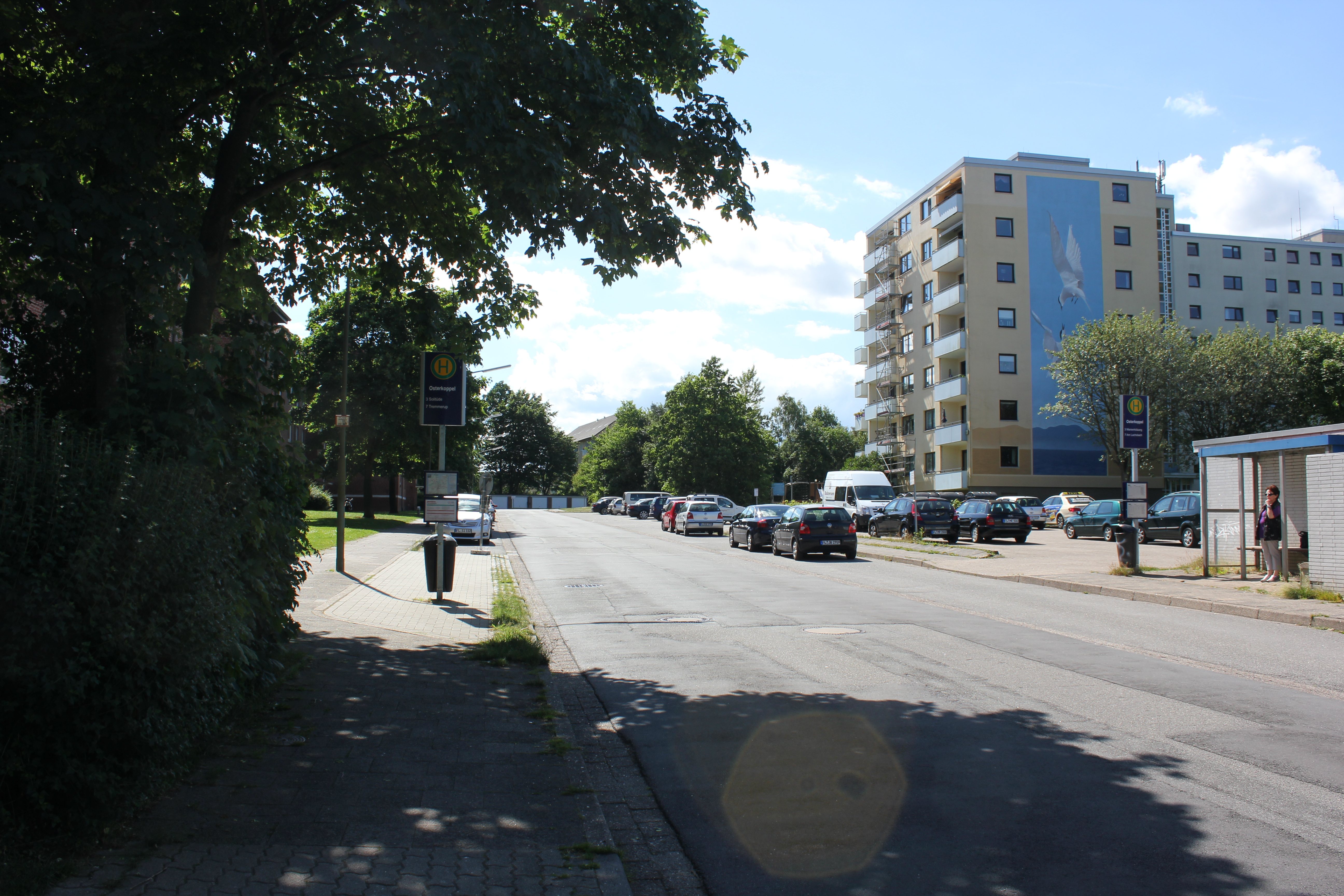
Die Osterkoppel mit dem Hochhaus (2014)

Friedheim ist der größte Stadtbezirk im Flensburger Stadtteil Mürwik.

## Geschichte
1910 waren Twedter Holz und Twedt nach Flensburg eingemeindet worden. Die Keimzelle des Stadtbezirks Friedheim befindet sich beim Bereich der Straße Friedheim, von der die Straße Am Bauernhof abgeht. Denn dort befand sich ein Bauernhof, der ungefähr seit 1831 Hartwig Samuelsen gehörte. Sein Nachkomme Peter Samuelsen verkaufte die umliegenden „Samuelsen'schen Ländereien“ in den 1910er-Jahren an Torpedoschlosser der Marineschule und an die Stadt, welche die Ländereien in kleinere Parzellen aufteilte und, ohne Gewinn zu machen, an die Mitglieder der Kleinsiedlungsgenossenschaft Friedheim verkaufte. Die Genossenschaft baute auf dem Gebiet 1919 mit staatlichen Zuschüssen die ersten Häuser der neuen „Siedlung Friedheim“, bei der einige Ansätze der Flensburger Gartenstadtbewegung sich entfalteten.
Wie es im Einzelnen zu der Benennung der Siedlung Friedheim kam, ist unklar. In Deutschland existieren mehrere Orte namens Friedheim. Auch als Personenname ist Friedheim bekannt. Offensichtlich naheliegende Deutungen wären „eingefriedetes Heim“ oder „friedliches Heim“. Die Straße Friedheim erhielt ihren Namen am 23. August 1919.
Das Siedlungsprojekt hatte sich an Torpedoschlosser und an die minderbemittelte Bevölkerung gewandt. Bis 1929 baute die Genossenschaft weitere Häuser. Kurz darauf machte sie Konkurs. Dennoch wuchs die Siedlung schrittweise immer weiter.
Ein zweiter Bauernhof im Gebiet befand sich ein Stück weiter östlich beim Twedter Feld. Unmittelbar neben dem Bauernhof, dessen Wohnhaus erhalten geblieben ist, zweigt die Straße nach Twedter Feld ab, die ihren Namen offiziell seit dem Jahr 1936 trägt. Die Adresse des Bauernhofes lautet Twedter Feld 1. Die von Norden nach Süden verlaufende, lange Straße am erwähnten Bauernhof von Twedter Feld erhielt im Jahr 1953 ihren Namen Kiefernweg. Die Straßen Marrensdamm und Marrensberg erhielten ihre Namen 1959, wobei der Namensbestandteil „Marren“ darauf verweist, dass das Gebiet der beiden Straßen ganz früher einmal dem Kirchspiel St. Marien gehörte. Anfang der 1960er-Jahre entstand am nördlichen Anfang der Straße Friedheim der Twedter Plack, der sich zum neuen Zentrum Mürwiks entwickelte.
In den folgenden Jahrzehnten wuchs die Bebauung immer weiter ostwärts, in die Richtung der Gemeinde Glücksburg. Im Februar 1967 gingen Bilder aus dem Stadtbezirk Friedheim um die Welt. Ein Fotograf des Flensburger Tageblattes fotografierte während des Adolph-Bermpohl-Orkan am 23. Februar bei der Kreuzung Marrensberg/Kiefernweg wie dort das Dach des mehrstöckigen Mehrfamilienhauses Binsenhof/Marrensberg vom Wind abgetragen, über die Straße Kiefernweg hinweg weggetragen wurde und bei den Reihenhäusern Kiefernweg 76 bis 82A niederfiel. Dach und Teile der abgetragenen Mauer des Wohngebäudes wurden wieder instand gesetzt. Das Gebäude steht noch heute dort.
Inmitten des Stadtbezirks wurde am 11. November 1968 die Friedheim-Schule zunächst als Volksschule eröffnet. Seit Jahrzehnten wird sie aber nur noch von Grundschülern des Stadtbezirks besucht. Die Bebauung wuchs weiter, bis sie letztendlich in den 1970er-Jahren mit dem Neubaugebiet Am Fördewald bis an den Glücksburger Wald heranwuchs. An der Straße Rabenslücke, sowie östlich von dieser, entstanden Flachdachsiedlungsbereiche, darunter die bemerkenswerten Einfamilienhäuser Wacholderbogen 16 und 45, 47 aus den Jahren 1971/72. Der Architekt der beiden letzteren Flachdachhäuser, Edgar Asmussen aus Weding, zeigte sich beeinflusst durch einen Amerika-Besuch und dem landschaftsbezogenen Gestaltungsansatz von Frank Lloyd Wright. Das Flachdachhaus Wacholderbogen 16 wurde 1972 mit dem Preis des Innenministers des Landes Schleswig-Holsteins für landschaftsbezogenes Bauen ausgezeichnet.
Ebenfalls in diesem Zeitraum wurden die beiden weißen Hochhäuser auf der Osterkoppel und dem Berg beim Eichenkratt hochgezogen, die seitdem weithin sichtbare Akzente setzen. Der Berg beim Eichenkratt stellt mit einer Höhe von ungefähr 55 m ü. NN die größte Erhebung des Stadtteils Mürwik dar. Als einer der „ersten Bewohner der Osterkoppel“ gilt der Klabautermann, der dort als Skulptur des Flensburger Bildhauers Hermann Sörensen am 8. Juli 1976 aufgestellt wurde. Auch kulturell lebte der Stadtbezirk auf. Seit 1979 findet in Solitüde am Rande des Stadtbezirks das Solitüdefest statt. Zeitgleich wurde Ende der 1970er-Jahre im Stadtbezirk Friedheim die Angeliter Trachtengruppe von 1979 e.V., die überregional Bekanntheit erlange, gegründet. 1980 wurde ein kleines Doppelhaus am Ende der Straße Friedheim abgerissen. Das besagte Haus, Friedheim 109, besaß Ähnlichkeit mit den heute noch existierenden Haus Friedheim 107. 1980/81 wurde an dessen Stelle ein kleines Ärztehaus errichtet, in dem sich neben zwei oder drei Ärzten eine kleine Apotheke ansiedelte. Bald darauf, im Jahr 1984, wurde der ehemalige Bauernhof der Familie Samuelsen abgerissen, so dass heute nur noch die Straße Am Bauernhof, die ihren Namen 1957 erhalten hat, an diesen erinnert.
Im Zuge der Konversion der 1990er-Jahre entstanden die Waldsiedlung Tremmerup und die Bebauung am Rande von Twedter Feld. Überbaut wurde auch der Bereich des Schießplatzes Twedter Feld auf dem Asmus Jepsen am 6. Mai 1945 erschossen wurde, während die Kapitulation schon eingeleitet worden war (vgl. Sonderbereich Mürwik). In Gedenken daran erhielt der Bereich des Schießplatzes, der bis zum Ende des Kalten Krieges militärisch genutzt wurde, den Namen Asmus-Jepsen-Weg. Das unbebaute Twedter Feld, dessen Fläche ebenfalls zum Stadtbezirk gehört, wurde 2003 unter Naturschutz gestellt, womit es zum ersten und Einzigen Naturschutzgebiet der Stadt Flensburg wurde.

## Friedheim heutzutage

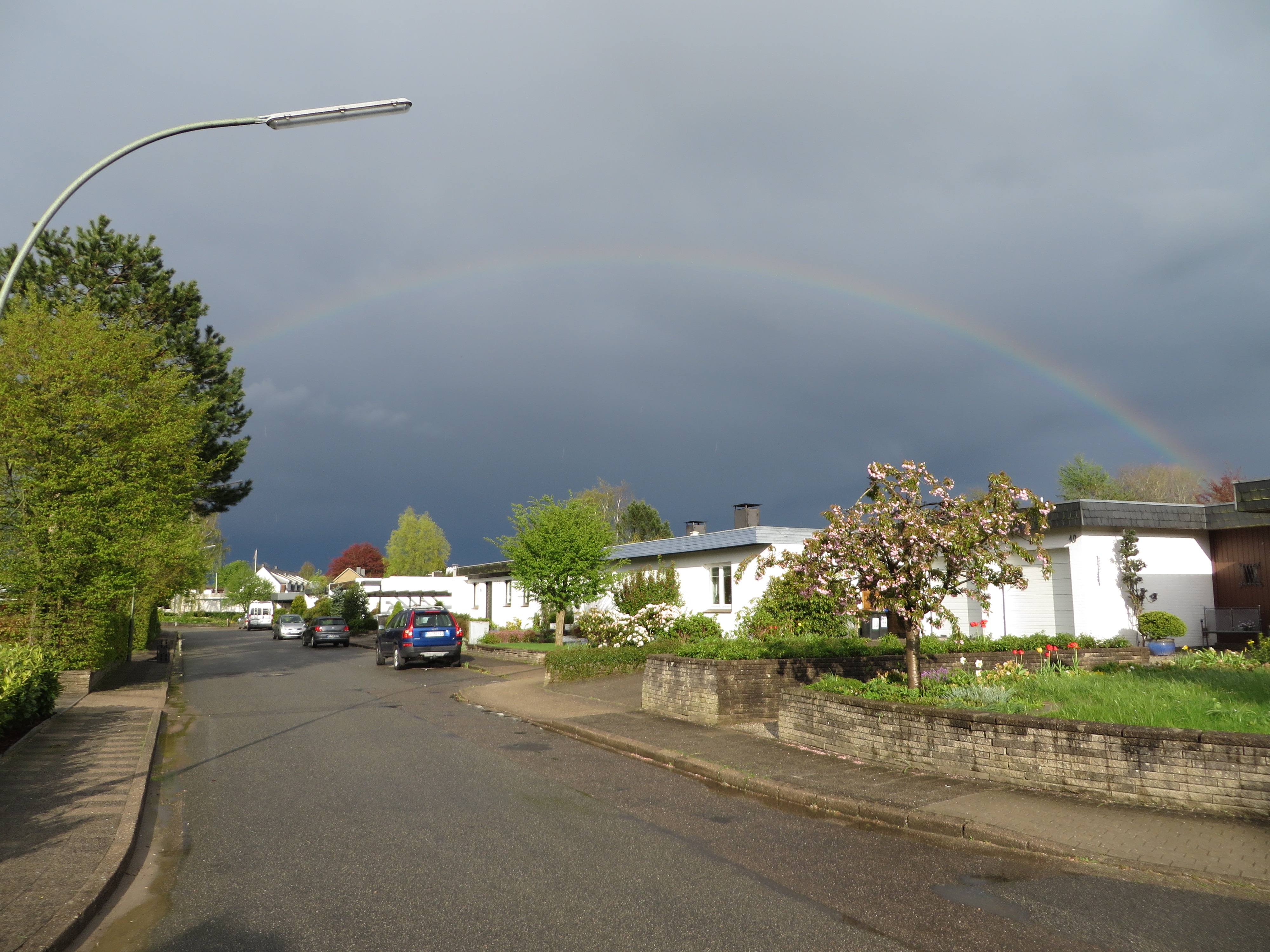
Regenbogen im großen Wacholderbogen, wo sich
für den Stadtbezirk typische Flachdach-Einfamilienhäuser befinden (2015)

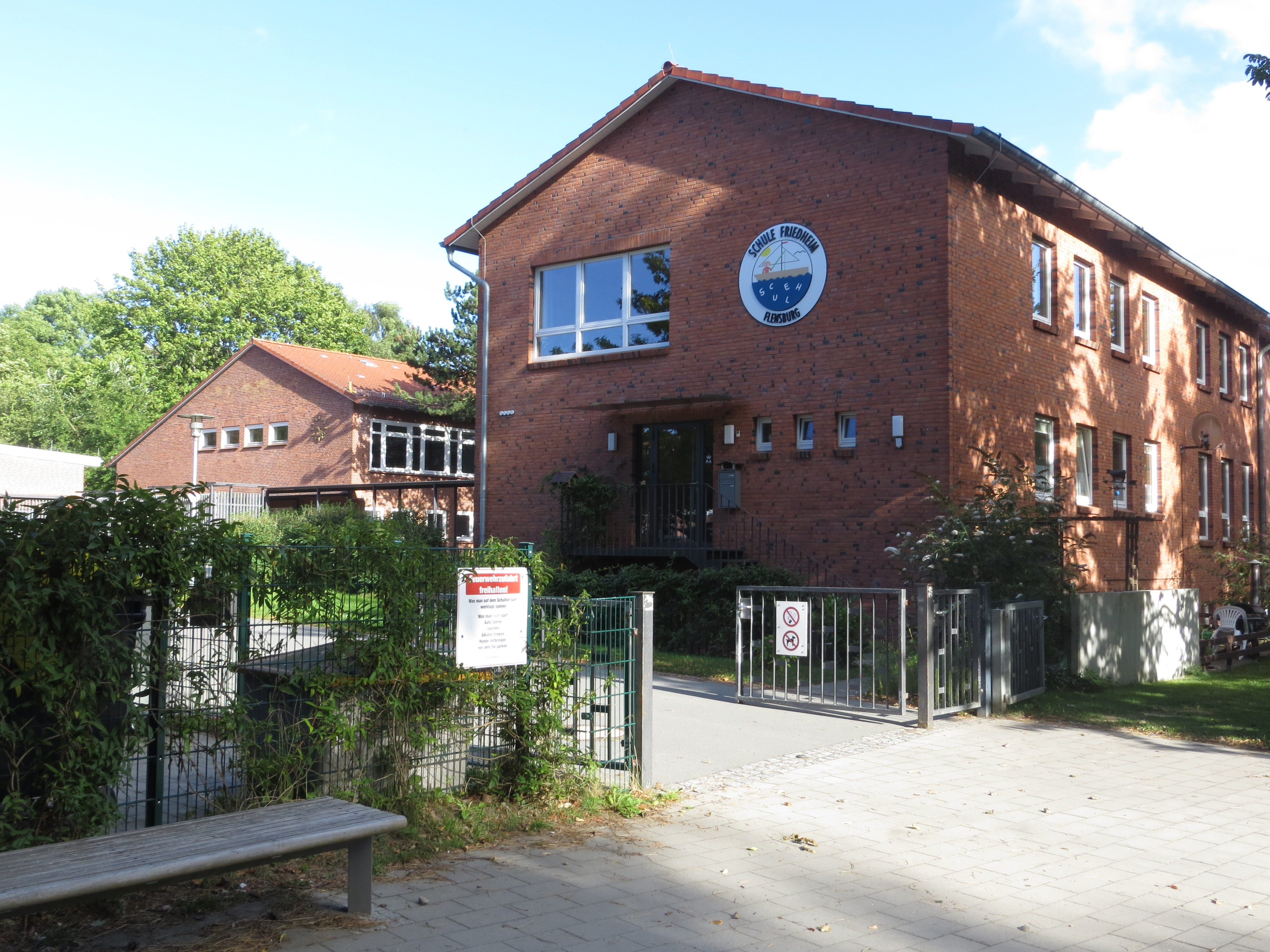
Die Grundschule Mürwiks, die Friedheim-Schule im Stadtbezirk Friedheim

Neben der Neubebauung existieren heute auch ein paar alte Sorgenkinder der Alt-Bebauung. Ein Beispiel für dieses Problem stellte lange Zeit ein Einfamilienhaus an der Straße Friedheim dar, das 2013 von der MoinMoin als Geisterhaus von Friedheim betitelt wurde. Das alte Siedlungshaus mit der Adresse Friedheim 46 wurde schließlich zwecks einer Neubebauung abgerissen. Auch ein Neubaugebiet besitzt der Stadtbezirk zur Zeit wieder, nämlich im Bereich Alte Gärtnerei an der Osterkoppel, welches aber auf Grund der geplanten hohen Bebauung umstritten ist.